# Mannschaftskader der División de Honor (Schach) 2014
Die Liste der Mannschaftskader der División de Honor (Schach) 2014 enthält alle Spieler, die für die spanischen División de Honor im Schach 2014 gemeldet wurden, mit ihren Einzelergebnissen.

## Allgemeines
Neben sechs Stammspielern durften die teilnehmenden Vereine sechs Ersatzspieler melden, allerdings schöpften nicht alle Vereine das Kontingent komplett aus. Nicht alle gemeldeten Spieler kamen auch zum Einsatz. Mérida Patrimonio de la Humanidad, Gros XT, CE Escola d’Escacs de Barcelona, CA Equigoma-Casa Social Católica und CE Barberà setzten in allen Runden die gleichen sechs Spieler ein, während bei Sestao Naturgas Energia XT acht Spieler mindestens eine Partie spielten. Insgesamt kamen 52 Spieler zum Einsatz, von denen 40 keinen Wettkampf versäumten.
Punktbester Spieler war Ferenc Berkes (Mérida Patrimonio de la Humanidad) mit 6,5 Punkten aus 7 Partien. Je 5,5 Punkte aus 7 Partien erreichten Maxim Rodshtein, Laurent Fressinet (beide Sestao Naturgas Energia XT), Oleg Korneev (Mérida Patrimonio de la Humanidad) und B. Adhiban (CA Solvay Torrelavega). Kein Spieler erreichte 100 %, das prozentual beste Ergebnis gelang ebenfalls Berkes.

## Legende
Die nachstehenden Tabellen enthalten folgende Informationen:
- Nr.: Ranglistennummer
- Titel: FIDE-Titel; GM = Großmeister, IM = Internationaler Meister, FM = FIDE-Meister
- Land: Verbandszugehörigkeit gemäß Elo-Liste von September 2014; ARM = Armenien, AZE = Aserbaidschan, BUL = Bulgarien, CAN = Kanada, ESP = Spanien, FRA = Frankreich, GEO = Georgien, GER = Deutschland, HUN = Ungarn, IND = Indien, ISR = Israel, MDA = Moldawien, NED = Niederlande, PER = Peru, RUS = Russland, UKR = Ukraine, VEN = Venezuela
- Elo: Elo-Zahl in der Elo-Liste von September 2014
- G: Anzahl Gewinnpartien
- R: Anzahl Remispartien
- V: Anzahl Verlustpartien
- Pkt.: Anzahl der erreichten Punkte
- Partien: Anzahl der gespielten Partien

## Mérida Patrimonio de la Humanidad
| Nr. | Titel | Name                       | Land | Elo  | G | R | V | Pkt. | Partien |
| --- | ----- | -------------------------- | ---- | ---- | - | - | - | ---- | ------- |
| 1   | GM    | Wassyl Iwantschuk          | UKR  | 2726 | 1 | 6 | 0 | 4    | 7       |
| 2   | GM    | Zoltán Almási              | HUN  | 2694 | 3 | 3 | 1 | 4,5  | 7       |
| 3   | GM    | Jurij Kryworutschko        | UKR  | 2708 | 3 | 4 | 0 | 5    | 7       |
| 4   | GM    | Konstantin Landa           | RUS  | 2670 | 0 | 0 | 0 | 0    | 0       |
| 5   | GM    | Ferenc Berkes              | HUN  | 2649 | 6 | 1 | 0 | 6,5  | 7       |
| 6   | GM    | Miguel Illescas Córdoba    | ESP  | 2617 | 2 | 3 | 2 | 3,5  | 7       |
| 7   | GM    | Oleg Korneev               | ESP  | 2581 | 5 | 1 | 1 | 5,5  | 7       |
| 8   | GM    | Azər Mirzəyev              | AZE  | 2553 | 0 | 0 | 0 | 0    | 0       |
| 9   | GM    | Miguel Llanes Hurtado      | ESP  | 2444 | 0 | 0 | 0 | 0    | 0       |
| 10  |       | Pedro Rubio Nevado         | ESP  | 2048 | 0 | 0 | 0 | 0    | 0       |
| 11  |       | Juan Pablo Salgado Sánchez | ESP  |      | 0 | 0 | 0 | 0    | 0       |

## Sestao Naturgas Energia XT
| Nr. | Titel | Name                             | Land | Elo  | G | R | V | Pkt. | Partien |
| --- | ----- | -------------------------------- | ---- | ---- | - | - | - | ---- | ------- |
| 1   | GM    | Anish Giri                       | NED  | 2758 | 3 | 3 | 1 | 4,5  | 7       |
| 2   | GM    | Laurent Fressinet                | FRA  | 2712 | 4 | 3 | 0 | 5,5  | 7       |
| 3   | GM    | Romain Édouard                   | FRA  | 2674 | 2 | 5 | 0 | 4,5  | 7       |
| 4   | GM    | Maxim Rodshtein                  | ISR  | 2678 | 5 | 1 | 1 | 5,5  | 7       |
| 5   | GM    | Iván Salgado López               | ESP  | 2619 | 2 | 2 | 1 | 3    | 5       |
| 6   | GM    | Alfonso Romero Holmes            | ESP  | 2488 | 2 | 1 | 1 | 2,5  | 4       |
| 7   | GM    | Salvador Gabriel Del Río Angelis | ESP  | 2517 | 2 | 1 | 1 | 2,5  | 4       |
| 8   | GM    | Juan Mario Gómez Esteban         | ESP  | 2451 | 0 | 0 | 0 | 0    | 0       |
| 9   |       | Sergio Trigo Urquijo             | ESP  | 2274 | 0 | 0 | 1 | 0    | 1       |
| 10  |       | Enrique Tamayo Aguirre           | ESP  |      | 0 | 0 | 0 | 0    | 0       |
| 11  |       | Luis Alberto Guerrero Tamayo     | ESP  |      | 0 | 0 | 0 | 0    | 0       |

## CA Magic Extremadura
| Nr. | Titel | Name                      | Land | Elo  | G | R | V | Pkt. | Partien |
| --- | ----- | ------------------------- | ---- | ---- | - | - | - | ---- | ------- |
| 1   | GM    | Gabriel Sarkissjan        | ARM  | 2691 | 1 | 5 | 1 | 3,5  | 7       |
| 2   | GM    | Grigori Oparin            | RUS  | 2540 | 3 | 2 | 2 | 4    | 7       |
| 3   | GM    | Dmitry Svetushkin         | MDA  | 2580 | 1 | 4 | 1 | 3    | 6       |
| 4   | GM    | Manuel Pérez Candelario   | ESP  | 2575 | 1 | 2 | 3 | 2    | 6       |
| 5   | GM    | Michail Antipow           | RUS  | 2508 | 3 | 2 | 0 | 4    | 5       |
| 6   | FM    | Jaime Santos Latasa       | ESP  | 2486 | 4 | 1 | 1 | 4,5  | 6       |
| 7   | IM    | Emilio Moreno Tejera      | ESP  | 2435 | 3 | 1 | 1 | 3,5  | 5       |
| 8   | FM    | José García-Ortega Méndez | ESP  | 2336 | 0 | 0 | 0 | 0    | 0       |
| 9   | FM    | Iván Cabezas Ayala        | ESP  | 2324 | 0 | 0 | 0 | 0    | 0       |
| 10  |       | Manuel Rodríguez García   | ESP  | 2158 | 0 | 0 | 0 | 0    | 0       |

## CA Solvay Torrelavega
| Nr. | Titel | Name                           | Land | Elo  | G | R | V | Pkt. | Partien |
| --- | ----- | ------------------------------ | ---- | ---- | - | - | - | ---- | ------- |
| 1   | GM    | P. Harikrishna                 | IND  | 2725 | 3 | 3 | 1 | 4,5  | 7       |
| 2   | GM    | Alexandar Deltschew            | BUL  | 2660 | 0 | 5 | 1 | 2,5  | 6       |
| 3   | GM    | Surya Shekhar Ganguly          | IND  | 2614 | 2 | 5 | 0 | 4,5  | 7       |
| 4   | GM    | B. Adhiban                     | IND  | 2619 | 4 | 3 | 0 | 5,5  | 7       |
| 5   | IM    | Sergio Cacho Reigadas          | ESP  | 2511 | 3 | 2 | 2 | 4    | 7       |
| 6   | GM    | Elizbar Ubilava                | ESP  | 2480 | 2 | 2 | 0 | 3    | 4       |
| 7   | GM    | Jesús María de la Villa García | ESP  | 2483 | 2 | 0 | 2 | 2    | 4       |
| 8   | FM    | Cristóbal Ramo Frontiñán       | ESP  | 2328 | 0 | 0 | 0 | 0    | 0       |
| 9   |       | Jesús Quevedo Galán            | ESP  |      | 0 | 0 | 0 | 0    | 0       |

## Gros XT
| Nr. | Titel | Name                          | Land | Elo  | G | R | V | Pkt. | Partien |
| --- | ----- | ----------------------------- | ---- | ---- | - | - | - | ---- | ------- |
| 1   | GM    | Étienne Bacrot                | FRA  | 2729 | 1 | 5 | 1 | 3,5  | 7       |
| 2   | GM    | Arkadij Naiditsch             | GER  | 2715 | 0 | 0 | 0 | 0    | 0       |
| 3   | GM    | Loek van Wely                 | NED  | 2650 | 2 | 5 | 0 | 4,5  | 7       |
| 4   | GM    | Ivan Sokolov                  | NED  | 2646 | 2 | 4 | 1 | 4    | 7       |
| 5   | GM    | Christian Bauer               | FRA  | 2641 | 0 | 0 | 0 | 0    | 0       |
| 6   | IM    | Alejandro Franco Alonso       | ESP  | 2471 | 2 | 2 | 3 | 3    | 7       |
| 7   | IM    | Santiago González de la Torre | ESP  | 2450 | 3 | 2 | 2 | 4    | 7       |
| 8   | IM    | Íñigo Argandoña Riveiro       | ESP  | 2434 | 1 | 2 | 4 | 2    | 7       |
| 9   | GM    | Félix Izeta Txabarri          | ESP  | 2459 | 0 | 0 | 0 | 0    | 0       |
| 10  | FM    | Iñigo Martín Álvarez          | ESP  | 2298 | 0 | 0 | 0 | 0    | 0       |

## CE Escola d’Escacs de Barcelona
| Nr. | Titel | Name                 | Land | Elo  | G | R | V | Pkt. | Partien |
| --- | ----- | -------------------- | ---- | ---- | - | - | - | ---- | ------- |
| 1   | GM    | Alexander Rachmanow  | RUS  | 2626 | 2 | 4 | 1 | 4    | 7       |
| 2   | GM    | Kevin Spraggett      | CAN  | 2564 | 1 | 4 | 2 | 3    | 7       |
| 3   | GM    | Cristhian Cruz       | PER  | 2569 | 2 | 2 | 3 | 3    | 7       |
| 4   | GM    | Wiktor Moskalenko    | ESP  | 2528 | 0 | 0 | 0 | 0    | 0       |
| 5   | GM    | Fabien Libiszewski   | FRA  | 2531 | 0 | 0 | 0 | 0    | 0       |
| 6   | IM    | Antonio Gual Pascual | ESP  | 2447 | 1 | 1 | 5 | 1,5  | 7       |
| 7   | FM    | Xavier Ávila Jiménez | ESP  | 2220 | 1 | 1 | 5 | 1,5  | 7       |
| 8   |       | Max Orteu Capdevila  | ESP  | 2080 | 0 | 1 | 6 | 0,5  | 7       |

## CA Equigoma-Casa Social Católica
| Nr. | Titel | Name                          | Land | Elo  | G | R | V | Pkt. | Partien |
| --- | ----- | ----------------------------- | ---- | ---- | - | - | - | ---- | ------- |
| 1   | GM    | Eduardo Iturrizaga            | VEN  | 2660 | 1 | 3 | 3 | 2,5  | 7       |
| 2   | GM    | Eric Hansen                   | CAN  | 2593 | 0 | 3 | 4 | 1,5  | 7       |
| 3   | GM    | Julen Luís Arizmendi Martínez | ESP  | 2544 | 0 | 5 | 2 | 2,5  | 7       |
| 4   | IM    | Renier Castellanos Rodríguez  | ESP  | 2465 | 0 | 4 | 3 | 2    | 7       |
| 5   | FM    | Juan Antonio Corral Blanco    | ESP  | 2439 | 2 | 1 | 4 | 2,5  | 7       |
| 6   | FM    | Andrés Guerrero Vargas        | VEN  | 2303 | 2 | 3 | 2 | 3,5  | 7       |
| 7   | FM    | Amador González de la Nava    | ESP  | 2259 | 0 | 0 | 0 | 0    | 0       |
| 8   |       | Pedro Galan Hernández         | ESP  |      | 0 | 0 | 0 | 0    | 0       |

## CE Barberà
| Nr. | Titel | Name                        | Land | Elo  | G | R | V | Pkt. | Partien |
| --- | ----- | --------------------------- | ---- | ---- | - | - | - | ---- | ------- |
| 1   | GM    | Marc Narciso Dublan         | ESP  | 2524 | 0 | 3 | 4 | 1,5  | 7       |
| 2   | IM    | Mauricio Vassallo Barroche  | ESP  | 2424 | 0 | 3 | 4 | 1,5  | 7       |
| 3   | IM    | Jonathan Alonso Moyano      | ESP  | 2402 | 0 | 3 | 4 | 1,5  | 7       |
| 4   | IM    | Sopiko Guramischwili        | GEO  | 2393 | 0 | 2 | 5 | 1    | 7       |
| 5   | IM    | Luc Bergez                  | FRA  | 2353 | 2 | 1 | 4 | 2,5  | 7       |
| 6   | FM    | Erik Martínez Ramírez       | ESP  | 2286 | 3 | 1 | 3 | 3,5  | 7       |
| 7   |       | Benjamin Pérez Mañas        | ESP  | 2274 | 0 | 0 | 0 | 0    | 0       |
| 8   |       | Roberto Villa Izquierdo     | ESP  | 2117 | 0 | 0 | 0 | 0    | 0       |
| 9   |       | Victor José Ramírez Carrizo | ESP  | 2098 | 0 | 0 | 0 | 0    | 0       |
| 10  |       | Marc Salvador Rey           | ESP  | 1950 | 0 | 0 | 0 | 0    | 0       |
| 11  |       | Víctor Pont María           | ESP  | 1814 | 0 | 0 | 0 | 0    | 0       |
| 12  |       | Miguel Ramos Vizuete        | ESP  | 1817 | 0 | 0 | 0 | 0    | 0       |